# Stefan van Dijk
Stefan van Dijk (født 22. januar 1976 i Honselersdijk, Holland) er en tidligere professionel landevejscykelrytter.